# Tel Aviv Pride

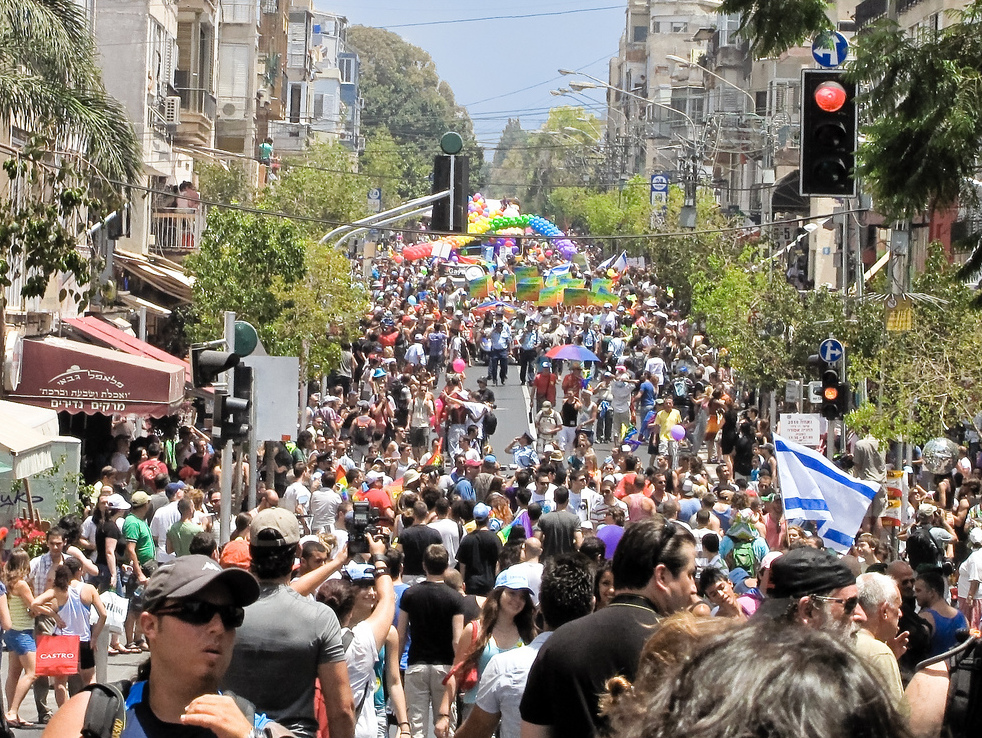
Tel Aviv Pride 2010

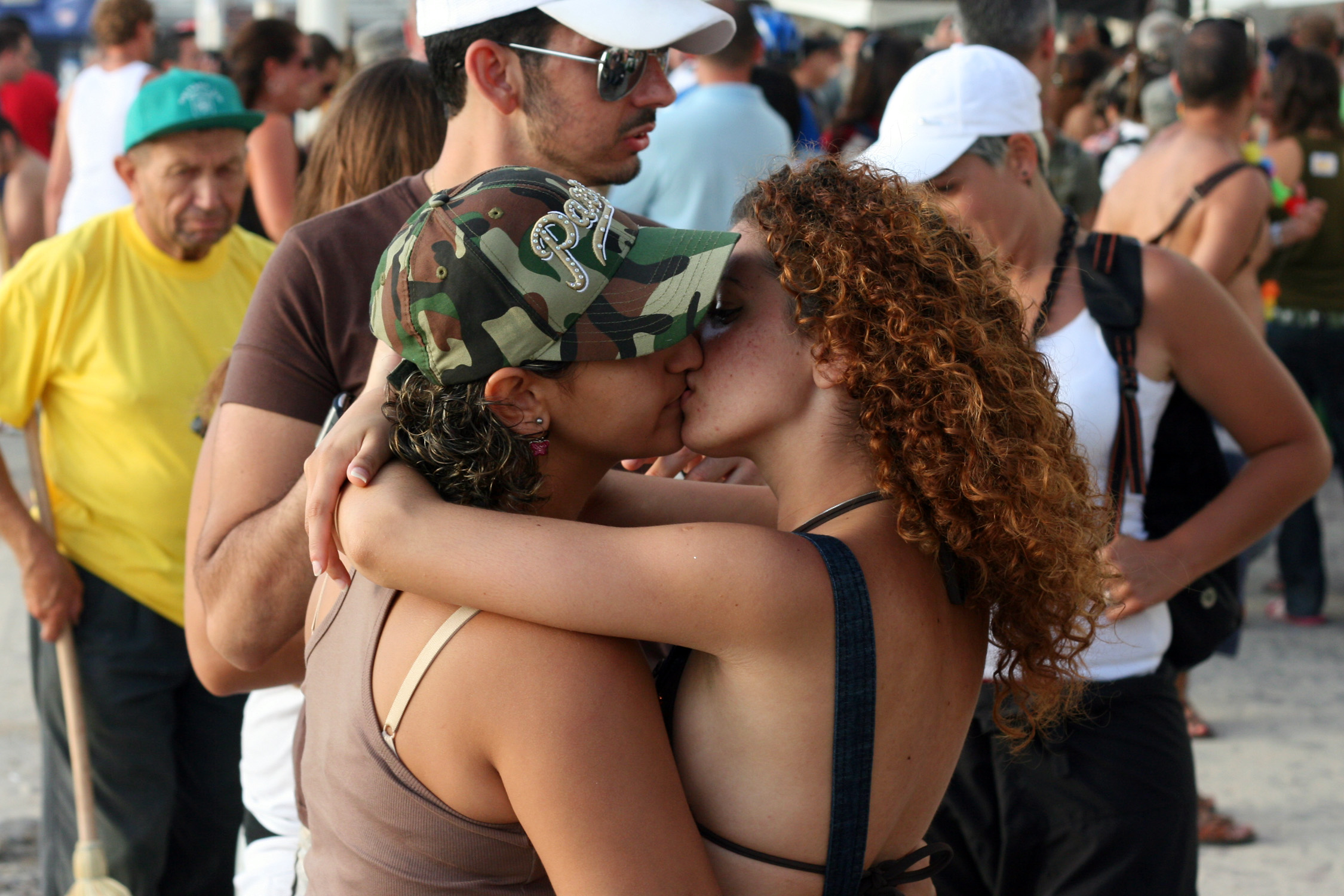
Tel Aviv Pride 2007

Die Tel Aviv Pride (hebräisch: ‚מצעד הגאווה בתל אביב‘) ist eine in Tel Aviv-Jaffa in Israel jährlich durchgeführte Demonstrationsparade für die Rechte von Schwulen, Lesben, Bisexuellen und Transgendern (LGBT). Die derzeit größte Gay-Pride in Asien wurde 2019 von mehr als 250.000 Menschen besucht.
Eine erste Veranstaltung dieser Art fand 1979 auf dem Platz der Könige Israels, dem heutigen Rabin-Platz, statt. Sie hatte einige hundert Teilnehmerinnen und Teilnehmer. Seit 1998 ist die Pride eine Parade. Seit Mitte der 2000er Jahre zieht sie über 100.000 Personen an. Der Bürgermeister ist jeweils Ehrengast.